# Xanthophyllum eurhynchum
Xanthophyllum eurhynchum är en jungfrulinsväxtart. Xanthophyllum eurhynchum ingår i släktet Xanthophyllum och familjen jungfrulinsväxter.

## Underarter
Arten delas in i följande underarter:
- X. e. eurhynchum
- X. e. maingayi